# Олђеласка (Комо)
Олђеласка је насеље у Италији у округу Комо, региону Ломбардија.
Према процени из 2011. у насељу је живело 481 становника. Насеље се налази на надморској висини од 348 м.